# Bayerischer Wehrkraftverein
Der Bayerische Wehrkraftverein war eine militärisch orientierte Jugendorganisation im Gebiet des Königreiches Bayern, die von 1910 bis 1918 bestand.

## Geschichte
In dem in dem Jahrzehnt vor dem Beginn des Ersten Weltkriegs einsetzenden Trend zur Militarisierung der heranwachsenden Jugend im Deutschen Kaiserreich setzten um 1908 seitens der national-konservativen Kräfte nach Einführung einer verpflichtenden vormilitärischen Schulung der minderjährigen Bevölkerung ein, die vorerst jedoch nicht politisch durchsetzbar waren. Als Ersatz hierfür wurden ab 1909 in allen Landesteilen freiwillige Organisationen von rechtsgerichteten Gruppen gegründet, die sich einer Vorbereitung von Heranwachsenden auf den Dienst beim Militär widmeten.
Eine solche Organisation war der im November 1909 von einer Gruppe von vierzig Offizieren der Münchner Garnison der Bayerischen Armee gegründete Verein Wehrkraft. Dieser Verein nahm seine Tätigkeit offiziell am 12. März 1910 auf. Am 7. Oktober 1911 erhielt dieser Verband dann die Bezeichnung Bayerischer Wehrkraftverein, nachdem sich die diversen Ortsgruppen des Vereins Wehrkraft formal unter dieser Bezeichnung („Bayerischer Wehrkraftverein e.V.“) zusammenschlossen.
Der Verein bestand vornehmlich aus Jugendlichen zwischen 15 und 20 Jahren. Mitglied konnten (männliche) Angehörige aller sozialen Schichten werden. Die Mitglieder wurden in „Kompanien“ mit einer Stärke von maximal 100 Mann zusammengefasst. Die Kompanien unterstanden wiederum lokalen Ortsgruppen, wobei solche Ortsgruppen bald in fast allen größeren Städten Bayerns bestanden. Die Führung der Ortsgruppen lag in der Regel in den Händen von aktiven Offizieren der Bayerischen Armee. Bis 1914 erreichte der Verein eine Mitgliedszahl von rund 10.000 Jugendlichen, die in rund 65 Gruppen organisiert waren.
Als Schirmherr des Bayerischen Wehrkraftvereins amtierte seit Februar 1911 der bayerische Prinzregent Luitpold von Bayern (1821–1912), der damalige de facto Monarch des Königsreiches Bayern. Erster Vorsitzender des Vereins war der ehemalige Oberst des bayerischen Heeres Maximilian Graf von Moy, der im Hauptberuf der Oberstzeremonienmeister des bayerischen Königs war.
Der Verein widmete sich der Vorbereitung seiner Mitglieder auf den Dienst beim Militär. Zu diesem Zweck wurden die Mitglieder körperlich ertüchtigt und im koordinierten Vorrücken auf Ziele, militärisch Grüßen, Marschieren, Sich-Zu-Boden-Werfen, Sich-robbend-fortbewegen und dergleichen geschult. Daneben wurden Wanderungen und Ausflüge in der Natur unternommen. Gleichzeitig erfolgte eine ideologische Schulung der Zöglinge im Sinne des herrschenden Militarismus durch Vorträge, Lesungen, Lektüren und dergleichen mehr. Nach dem Beginn des Ersten Weltkriegs wurde die militärische Schulung der Mitglieder der Organisation noch intensiviert.
Nach der deutschen Kriegsniederlage und der Novemberrevolution von 1918 wurde der Wehrkraftverein verboten. In seiner Nachfolge entstand die Organisation Jungbayern, die in geringerem Maße, aber nach wie vor recht stark, von nationalistischem, militaristischem und kriegsverherrlichendem Gedankengut geprägt war.
Der Bayerische Wehrkraftverein ist später wiederholt als eine jener Organisationen kritisiert worden, die dazu beitrugen, in der Zeit des ausgehenden Kaiserreiches große Teile einer ganzen Generation im militaristischen und kriegsbejahenden Geist zu prägen und die mentale Grundlage für die Entstehung der nationalsozialistischen Ideologie in den folgenden Jahrzehnten zu legen.

## Bekannte Mitglieder
- Bertolt Brecht
- Karl Maria Demelhuber (Ortsgruppe München)
- Edmund Heines (Ortsgruppe München)
- Heinrich Himmler (Ortsgruppe Landshut)